# Jeanne de Toucy
Jeanne de Toucy (née vers 1235 - † en 1317) est dame de Toucy à la fin du XIIIe siècle et au début du XIVe siècle. Elle est la fille de Jean de Toucy, seigneur de Toucy, et de son épouse Emma de Laval. Par son mariage avec Thiébaut II de Bar elle devient comtesse de Bar.

## Biographie
Elle devient dame de Toucy en 1250 lors du décès de son père Jean de Toucy durant la septième croisade lors de la bataille de Mansourah.
En 1255, elle épouse Thiébaut II, comte de Bar, fils d'Henri II de Bar et de Philippa de Dreux, et devient comtesse de Bar.
Elle décède en 1317.

## Mariage et enfants
En 1255, elle épouse Thiébaut II de Bar, comte de Bar, fils d'Henri II de Bar et de Philippa de Dreux, dont elle a quinze enfants :
- Henri III de Bar, comte de Bar ;
- Jean de Bar, seigneur de Puisaye ;
- Thiébaut de Bar, évêque de Liège ;
- Renaud de Bar, évêque de Metz ;
- Érard de Bar, seigneur de Pierrepont et d'Ancerville, marié à Isabelle de Lorraine, fille du duc Thiébaud II de Lorraine, d'où postérité ;
- Pierre de Bar, seigneur de Pierrefort, marié à Jeanne de Vienne, fille d'Hugues V de Seurre et Lons, et de Gillette de Longwy ; puis à Eléonore de Poitiers, fille d'Aymar IV de Valentinois ;
- Charles de Bar, probablement mort jeune ;
- Philippa de Bar, mariée en 1263 avec Othon IV, comte de Bourgogne ;
- Alix de Bar, mariée vers 1278 à Matthieu de Lorraine, seigneur de Beauregard, fils du duc Ferry III ;
- Marie de Bar, mariée à Gobert VIII d'Aspremont ;
- Isabelle de Bar, citée en 1295, abbesse de l'abbaye Saint-Pierre d'Avenay-Val-d'Or[3] ;
- Yolande de Bar, morte jeune ;
- Philippe de Bar, archidiacre de Saarburg puis postulat à Metz ;
- Henriette de Bar, citée dans une charte de 1311. Probablement morte jeune ;
- Marguerite de Bar, abbesse de Saint-Maur de Verdun (abbaye bénédictine).

## Source
- Ernest Petit, Histoire des ducs de Bourgogne de la race capétienne, 1889.